# Andrejus Sorokinas
Andrejus Sorokinas (ur. 10 sierpnia 1970 w Wilnie) – litewski piłkarz występujący na pozycji obrońcy, reprezentant kraju.

## Życiorys
Seniorską karierę rozpoczynał w 1991 roku w Panerysie Wilno. W klubie tym występował do 1996 roku, rozgrywając dla niego 92 mecze w A lydze. Następnie został zawodnikiem Žalgirisu Wilno. 16 października 1996 roku zadebiutował w reprezentacji w przegranym 1:3 towarzyskim meczu z Brazylią. W sezonie 1996/1997 zdobył z Žalgirisem Puchar Litwy, a w sezonie 1998/1999 został mistrzem kraju. W sezonie 2001/2002 występował w Jagiellonii Białystok, rozgrywając wówczas 25 spotkań ligowych. Następnie wrócił do Žalgirisu Wilno, z którym w sezonie 2003 zdobył krajowy puchar. Na początku 2006 roku zakończył karierę.

## Statystyki ligowe
| Sezon     | Klub                  | Liga    | Mecze | Gole |
| --------- | --------------------- | ------- | ----- | ---- |
| 1991/1992 | Panerys Wilno         | A lyga  | 7     | 2    |
| 1992/1993 | Panerys Wilno         | A lyga  | 25    | 0    |
| 1993/1994 | Panerys Wilno         | A lyga  | 16    | 0    |
| 1994/1995 | Panerys Wilno         | A lyga  | 19    | 0    |
| 1995/1996 | Panerys Wilno         | A lyga  | 25    | 0    |
| 1996/1997 | Žalgiris Wilno        | A lyga  | 25    | 0    |
| 1997/1998 | Žalgiris Wilno        | A lyga  | 0     | 0    |
| 1998/1999 | Žalgiris Wilno        | A lyga  | 9     | 1    |
| 1999      | Žalgiris Wilno        | A lyga  | 13    | 0    |
| 2000      | Žalgiris Wilno        | A lyga  | 20    | 0    |
| 2001 (w)  | Žalgiris Wilno        | A lyga  | 16    | 0    |
| 2001/2002 | Jagiellonia Białystok | II liga | 25    | 0    |
| 2002 (j)  | Žalgiris Wilno        | A lyga  | 11    | 1    |
| 2003      | Žalgiris Wilno        | A lyga  | 19    | 0    |
| 2004      | Žalgiris Wilno        | A lyga  | 19    | 0    |
| 2005      | Žalgiris Wilno        | A lyga  | 14    | 0    |